# Cydia obliqua
Cydia obliqua là một loài bướm đêm thuộc họ Tortricidae. Nó là loài đặc hữu của Hawaii.
Nó là loài duy nhất được tìm thấy ở three females và might có thể be just a form of Cydia plicata.